# Iazu Nou, Iași
Iazu Nou este un sat în comuna Șipote din județul Iași, Moldova, România.